# Automolis diversa
Automolis diversa là một loài bướm đêm thuộc phân họ Arctiinae, họ Erebidae.